# 藤沢隆
藤沢 隆（ふじさわ　たかし、1943年2月7日 - ）は、1960年代に活躍した北海道余市郡余市町出身の元ノルディック複合及びスキージャンプ選手。余市高校、早稲田大学を経て国土計画に所属。

## 経歴
1964年のインスブルックオリンピックにノルディック複合の選手として出場し、個人20位の成績を残した。
1966年にノルウェーのオスロで行われたノルディックスキー世界選手権個人90m級（現在のラージヒル）でビョルン・ヴィルコラに次ぐ銀メダルを獲得、世界選手権で日本人初のメダリストとなった。同選手権の70m級（現在のノーマルヒル）では16位。
1968年のグルノーブルオリンピックにスキージャンプの選手として出場。70m級で26位、90m級では1本目2位につけたが、2本目は距離を伸ばせずこの回48位、トータルで18位に終わった。
1970年にチェコスロバキアのヴィソケー・タトリで行われた世界選手権で70m級は15位、90m級は6位だった。
1972年の札幌オリンピックに3大会連続3回目の出場。笠谷幸生に次ぐメダル候補に挙げられ、70m級では1本目を終わって笠谷、青地清二、金野昭次に次ぐ4位につけたが、2本目は失敗ジャンプで56人中46位と低迷、トータルで23位に終わりメダルを逃した。表彰台を日本勢で独占した金の笠谷、銀の金野、銅の青地らジャンプメンバーはその夜、コーチの部屋に集まり祝勝会をして喜んでいたが、藤沢はその場にいなかった。5日後の90m級では14位となった。
全日本スキー選手権大会のジャンプ種目で2度2冠を達成している。

## 日本国内での主な競技成績
- 1961.02.05(日)　第10回全国高等学校スキー大会　優勝
- 1965.02.22(月)　第4回STV杯争奪ジャンプ大会　優勝
- 1965.02.26(金)　第43回全日本スキー選手権大会 (60メートル級)　優勝
- 1965.02.28(日)　第43回全日本スキー選手権大会 (90メートル級)　優勝
- 1965.03.04(木)　第7回HBC杯争奪ジャンプ大会　優勝
- 1965.03.07(日)　第36回宮様スキー大会国際競技会　優勝
- 1966.03.10(水)　第8回HBC杯争奪ジャンプ大会　優勝
- 1968.02.25(日)　第46回全日本スキー選手権大会 (90メートル級)　優勝
- 1968.02.27(火)　第46回全日本スキー選手権大会 (60メートル級)　優勝
- 1968.03.08(金)　第10回HBC杯争奪ジャンプ大会　優勝
- 1970.01.15(木)　第5回雪印杯争奪ジャンプ旭川大会成年組　優勝
- 1971.12.19(日)　第13回雪印杯全日本ジャンプ大会成年組　優勝